# Wenschdorf
Wenschdorf ist ein Gemeindeteil der Kreisstadt Miltenberg im unterfränkischen Landkreis Miltenberg in Bayern.

## Geographie
Das Kirchdorf Wenschdorf liegt auf 434 m ü. NHN an der Kreisstraße MIL 12 zwischen dem zu Amorbach gehörenden Ort Reichartshausen und Miltenberg. Westlich befindet sich Monbrunn, südöstlich liegt Schippach. In der Nähe von Wenschdorf verläuft der Limes. Im Ort entspringt der Wenschdorfer Bach. Durch Wenschdorf führt der Fränkische Marienweg.

### Nachbargemarkungen
Folgende Gemarkungen grenzen an das Ortsgebiet von Wenschdorf:
|                                                      | Miltenberg                                  |            |
| Miltenberg                                           | Kompassrose, die auf Nachbargemeinden zeigt | Miltenberg |
| Gemarkung Reichartshausen (zu Weilbach) und Weilbach | Reichartshausen (zu Amorbach)               | Schippach  |

## Geschichte
Von dem um 159/160 n. Chr. errichteten Kastell Miltenberg-Altstadt führt eine römische Straße in Richtung Wenschdorf, die zunächst an der Südwestflanke des Greinbergs aufsteigt und dann in einem Bogen auf den Ort zuzieht. Bei Wenschdorf trifft die streckenweise noch heute erkennbare Straße auf den Limes. Der nicht mehr sichtbare Grenzwahl verlief vorbei am östlichen Ortsrand.
Wenschdorf gehörte zunächst zur Urpfarrei Bürgstadt. Indizien wie der örtliche Friedhof, drei geweihte Altäre und ein Taufstein lassen vermuten, dass Wenschdorf zwischen 1483 und 1549 mit den Orten Monbrunn und Reuenthal zur selbstständigen Pfarrei erhoben wurde. Der gotische Chor der heute noch existierenden katholischen Filialkirche St. Vitus, welche möglicherweise Vorgängerbauten gehabt hat, stammt aus dem 15. Jahrhundert.
1818 wurde die früher eigenständige Gemeinde Monbrunn ein Gemeindeteil von Wenschdorf. Durch Erträge aus dem Gemeindewald und die Nicht-Anwendung der Realteilung entwickelte die Gemeinde einen relativen Wohlstand. 1853 konnte ein großes Schulgebäude aus Sandstein errichtet werden („Alte Schule“), das auch als Rathaus und Berufsschule für umliegende Gemeinden diente (inzwischen Privatbesitz). Später wurde eine neue Schule begründet, die bis 1969 als Volksschule, einige Jahre als Sonderschule und schließlich als Dorfgemeinschaftshaus von Wenschdorf diente.
Am 1. Januar 1976 wurde Wenschdorf in die Kreisstadt Miltenberg eingegliedert.

## Denkmäler

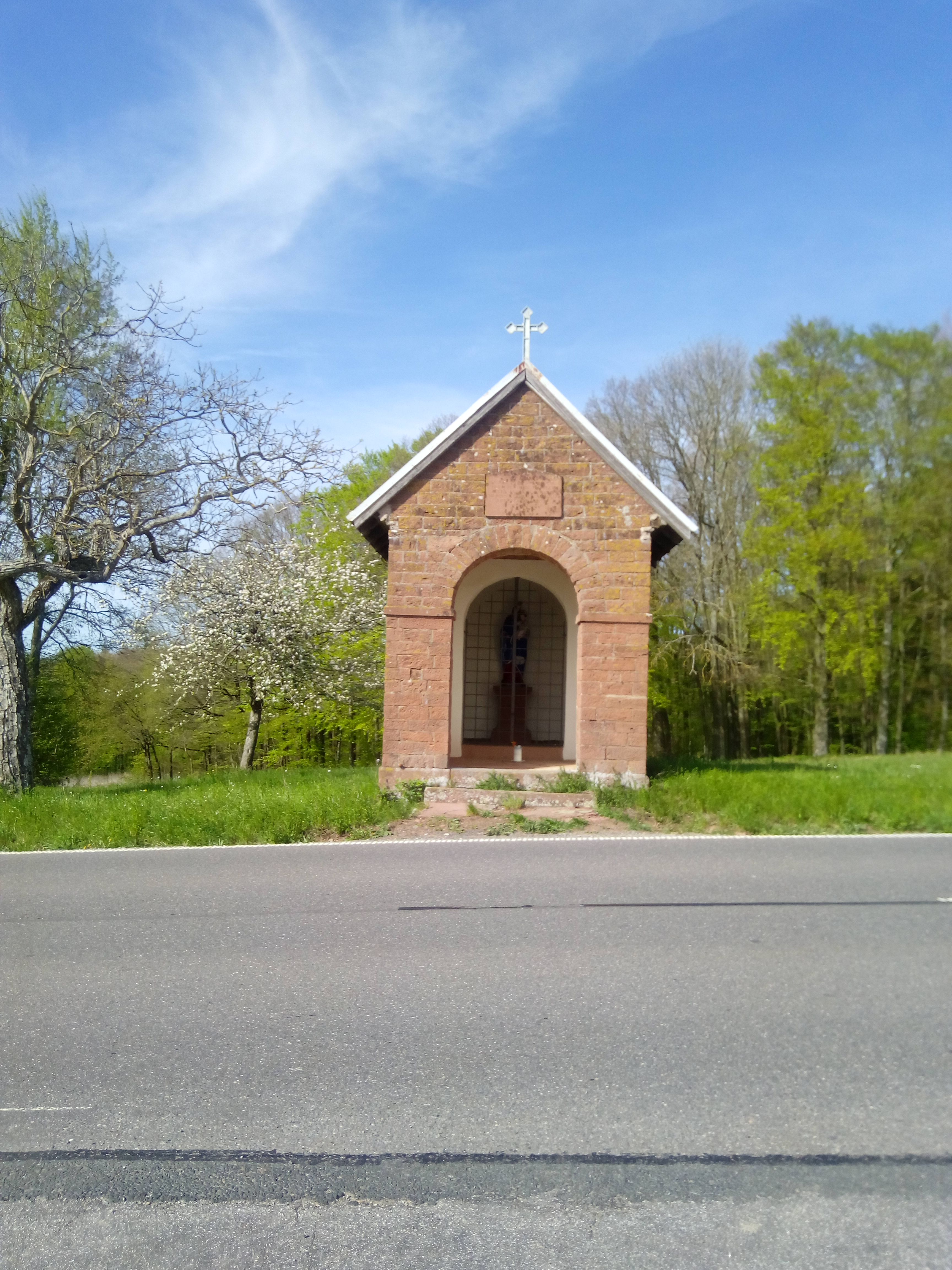
Wegkapelle

Die katholische Filialkirche St. Vitus ist eine Saalkirche mit fluchtendem geradem Chorschluss und Satteldach. Der gotische Chor stammt aus dem 15. Jahrhundert und ist der älteste Teil der Kirche. Das Langhaus wurde in der 2. Hälfte des 18. Jahrhunderts errichtet. Der Turm ist neugotisch (1864). Auch der in der Nähe liegende Friedhof mit Elementen aus dem 18. Jahrhundert ist denkmalgeschützt.
Am Abzweig von der Staatsstraße 2309 in Richtung Wenschdorf befindet sich eine kleine Wegkapelle, ein Sandsteinquaderbau mit einseitig abgewalmtem Satteldach. Sie ist mit „1860“ bezeichnet.
Außerdem stehen im Ort ein Sühnekreuz, drei Bildstöcke und ein Pumpbrunnen unter Denkmalschutz.

## Vereine und Kultur
1894 wurden die Freiwillige Feuerwehr Monbrunn und die Freiwillige Feuerwehr Wenschdorf gegründet. Seit 1929 ist der Musikverein Odenwälder Trachtenkapelle Wenschdorf-Monbrunn aktiv. 
In den Jahren 2016, 2017, 2019 und 2023 fanden Freilicht- und Bulldog-Kino-Veranstaltungen in Wenschdorf statt.

## Belege
1. ↑  Zahlen, Daten, Fakten | Stadt Miltenberg. Abgerufen am 26. Februar 2025.
2. ↑  Stadt Miltenberg, Liste der amtlichen Gemeindeteile/Ortsteile im BayernPortal des Bayerischen Staatsministerium für Digitales, abgerufen am 19. März 2025.
3. ↑  Höhenlinienbild auf dem BayernAtlas der Bayerischen Staatsregierung (Hinweise).
4. ↑  BayernAtlas der Bayerischen Staatsregierung (Hinweise)
5. ↑  Dietwulf Baatz: Der römische Limes: archäologische Ausflüge zwischen Rhein und Donau. Mann, Berlin 1974, ISBN 3-7861-1064-6, S. 183.
6. ↑  Wenschdorf und Monbrunn In: miltenberg.de. Abgerufen am 28. April 2022.